# Carl Bruno Tersmeden
Carl Bruno Herman Theodor Tersmeden, född den 18 augusti 1964, är en svensk journalist och TV-man. Han är sedan åtskilliga år reporter och programledare vid Östnytt i SVT.
Carl Bruno Tersmeden är son till fil dr Jacques Tersmeden och dennes hustru Eira, född Björkegren. Han är bror till illustratören och serietecknaren Jacob Niclas Tersmeden. Hans farmors far var konstnären Bruno Liljefors.